# Шукала, Лукаш
Лукаш Шукала (пол. Łukasz Szukała; 26 мая 1984, Гданьск, Польская Народная Республика) — польский и немецкий футболист, защитник сборной Польши. Имеет польское и немецкое гражданства.

## Биография
Родился в Гданьске, но ещё ребёнком переехал с родителями в Германию, где и начал играть в футбол. Играл в молодёжных клубах Саарбурга, Трассема, Трира. В 2000 году был приглашён в футбольную школу французского клуба «Мец». В 2002 году начал играть в основной команде клуба. Затем, в 2004 году, вернулся в Германию, где играл за «Мюнхен 1860» и «Алеманию» (Ахен).
С 2010 года играл в Румынии. Начинал в бистрицкой «Глории», но после того, как клуб был отправлен в третью лигу, перешёл в клужскую «Университатю». Играл также за «Петролул». С 2012 года игрок бухарестского клуба «Стяуа». В её составе стал в 2013 году чемпионом Румынии и обладателем Суперкубка Румынии (в финале за Суперкубок забил один из голов).

### Карьера в сборной
Выступал за молодёжные сборные Польши, в которых провёл 6 матчей.
31 июля 2013 года был включён тренером сборной Вальдемаром Форналиком в расширенный состав сборной. 14 августа 2013 года дебютировал в сборной Польши в выигранном товарищеском матче со сборной Дании (3:2), сыгранном в его родном городе. Первый гол в сборной забил 7 сентября 2014 года, на 58 минуте матча со сборной Гибралтара, с подачи Матеуша Клиха.
| Матчи и голы в сборной | Матчи и голы в сборной | Матчи и голы в сборной | Матчи и голы в сборной | Матчи и голы в сборной | Матчи и голы в сборной | Матчи и голы в сборной |
| #                      | Дата                   | Город                  | Соперник               | Гол                    | Результат              | Турнир                 |
| ---------------------- | ---------------------- | ---------------------- | ---------------------- | ---------------------- | ---------------------- | ---------------------- |
| 1.                     | 14.08.2013             | Гданьск                | Дания                  |                        | 3:2                    | товарищеский           |
| 2.                     | 06.09.2013             | Варшава                | Черногория             |                        | 1:1                    | отбор на ЧМ '14        |
| 3.                     | 11.10.2013             | Харьков                | Украина                |                        | 0:1                    | отбор на ЧМ '14        |
| 4.                     | 19.11.2013             | Познань                | Ирландия               |                        | 0:0                    | товарищеский           |
| 5.                     | 05.03.2014             | Варшава                | Шотландия              |                        | 0:1                    | товарищеский           |
| 6.                     | 13.05.2014             | Гамбург                | Германия               |                        | 0:0                    | товарищеский           |
| 7.                     | 07.09.2014             | Фару                   | Гибралтар              | Гол                    | 7:0                    | отбор на ЧЕ '16        |
| 8.                     | 11.10.2014             | Варшава                | Германия               |                        | 2:0                    | отбор на ЧЕ '16        |

## Достижения
- Чемпион Румынии: 2013, 2014, 2015.[3][4]
- Суперкубок Румынии: 2013.
- Финалист Кубка Румынии: 2014.[5]